# Équipe du pays de Galles de rugby à XV à la Coupe du monde 1995
L'Équipe du pays de Galles de rugby à XV à la Coupe du monde 1995 termine troisième de sa poule de qualification, devancée par les équipes de Nouvelle-Zélande et d'Irlande, par suite elle ne participe pas aux quarts de finale.

## Liste des joueurs
Les joueurs suivants ont joué pendant cette coupe du monde 1995.

### Première ligne
- Mike Griffiths
- John Davies
- Jonathan Humphreys
- Garin Jenkins
- Ricky Evans
- Stuart Roy

### Deuxième ligne
- Gareth Llewellyn
- Derwyn Jones
- Greg Prosser

### Troisième ligne
- Stuart Davies
- Emyr Lewis
- Hemi Taylor
- Mark Bennett

### Demi de mêlée
- Robert Jones
- Andrew Moore

### Demi d’ouverture
- Adrian Davies
- David Evans

### Trois quart centre
- Neil Jenkins
- Mike Hall (capitaine)

### Trois quart aile
- Gareth Thomas
- Ieuan Evans
- Wayne Proctor

### Arrière
- Tony Clement

## Statistiques

### Meilleur marqueur d'essais
- Gareth Thomas : 3 essais

### Meilleur réalisateur
- Neil Jenkins : 41 points